# Girjet
Girjet foi uma companhia aérea espanhola com sede em Barcelona. Operava serviços de fretamento. Sua base principal era o Aeroporto Internacional de Barcelona.

## História

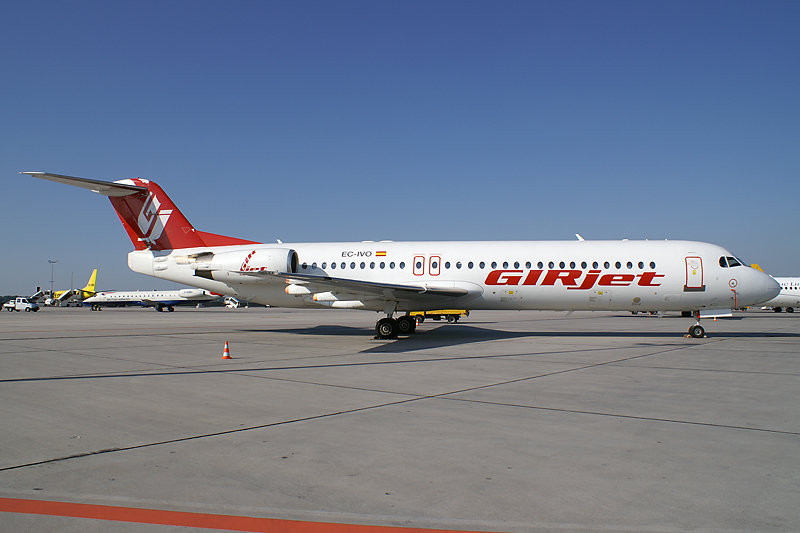
Um Fokker 100 da Girjet em junho de 2006.

A companhia aérea foi criada em 28 de fevereiro de 2003 e iniciou suas operações em 31 de julho de 2003. Voou com seu próprio nome e para outras operadoras como a Spanair. Também fez voos de carga com um Boeing 747-200.
Em abril de 2008, a Girjet havia perdido seu Certificado de Operador Aéreo e toda a frota foi aterrada. Desde então, algumas aeronaves seguiram para outras companhias aéreas, vendidas ou devolvidas aos seus arrendadores.

## Frota

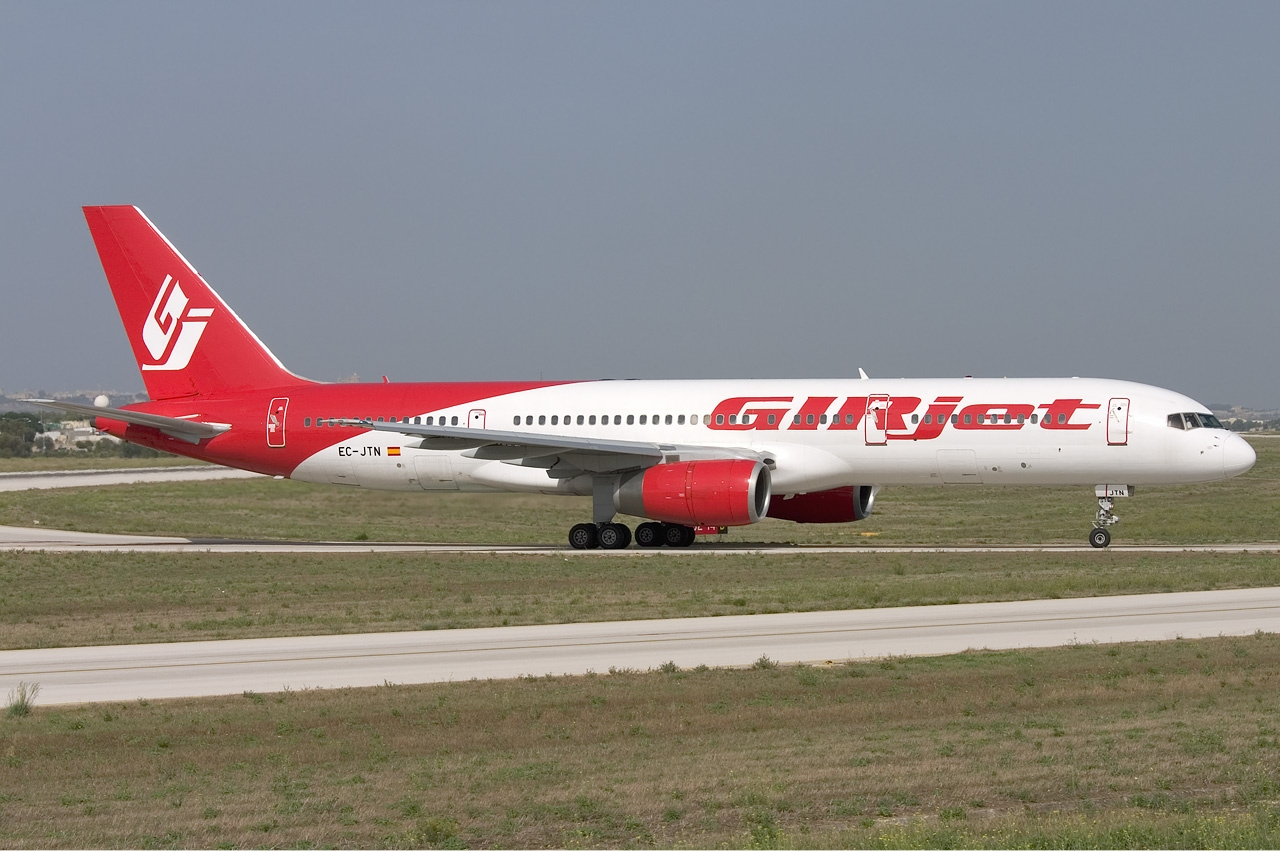
Um Boeing 757-200 da Girjet

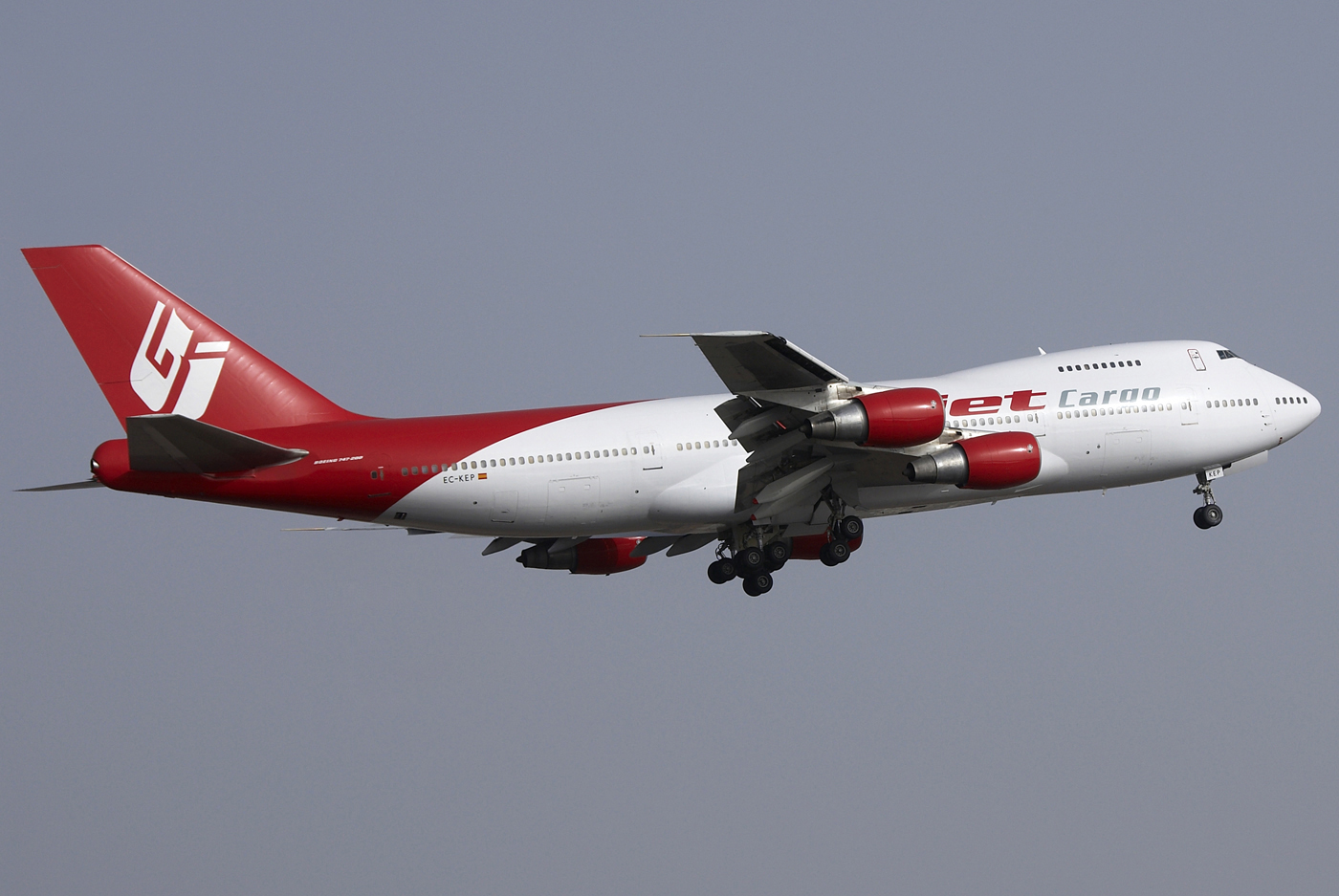
Um Boeing 747-200 da Girjet

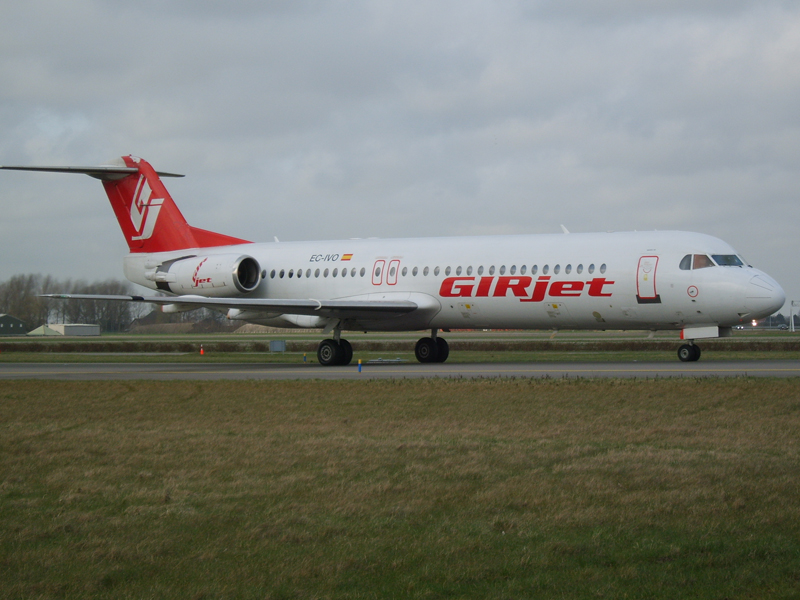
Um Fokker 100 da Girjet

A frota Girjet consistia nas seguintes aeronaves (Dezembro de 2007):
| Aeronaves       | Em Serviço | Ordens | Passageiros | Notas |
| --------------- | ---------- | ------ | ----------- | ----- |
| Fokker 100      | 5          | –      | 100         |       |
| Boeing 757-200  | 2          | –      | TBA         |       |
| Boeing 747-200C | 1          | –      | Cargueiro   |       |
| Total           | 8          | 0      |             |       |

## Incidentes
- Outubro de 2007: um Boeing 757-200 fretado por uma organização não governamental francesa chamada Zoé's Ark foi apreendido no Chade e a tripulação foi presa devido a acusações de tráfico humano de menores por transportar crianças para fora do país sem autorização das autoridades nacionais. Finalmente, a tripulação foi considerada inocente e libertada em 9 de novembro de 2007 pelo tribunal de justiça de N'Djamena.[3]
- 13 de dezembro de 2007: um Fokker 100 prefixo EC-JOM, foi apreendido no Aeroporto de Manchester por motivos desconhecidos.[4]